# Asparagus concinnus
Asparagus concinnus — вид рослин із родини холодкових (Asparagaceae).

## Біоморфологічна характеристика
Це кущ до 100 см заввишки.

## Середовище проживання
Ареал: ПАР, Лесото.
Росте на висотах 550–2134 метрів.